# Qiping (köpinghuvudort i Kina, Jiangxi Sheng, lat 28,67, long 114,20)
Qiping är en köpinghuvudort i Kina. Den ligger i provinsen Jiangxi, i den sydöstra delen av landet, omkring 160 kilometer väster om provinshuvudstaden Nanchang. Antalet invånare är 13 650. Befolkningen består av 6 629 kvinnor och 7 021 män. Barn under 15 år utgör 20,0 %, vuxna 15-64 år 71 %, och äldre över 65 år 7,0 %.
Runt Qiping är det ganska tätbefolkat, med 75 invånare per kvadratkilometer. Qiping är det största samhället i trakten. I omgivningarna runt Qiping växer i huvudsak blandskog.
Genomsnittlig årsnederbörd är 2 289 millimeter. Den regnigaste månaden är maj, med i genomsnitt 385 mm nederbörd, och den torraste är oktober, med 57 mm nederbörd.